# Raschad Abu Schawir
Raschad Abu Schawir (arabisch رشاد أبو شاور, DMG Rašād Abū Šāwir; * 1942 in Dhikrin bei Hebron, Völkerbundsmandat für Palästina; † 28. September 2024 in Amman, Jordanien) war ein palästinensischer Schriftsteller, Journalist und Literaturkritiker.

## Leben
Er beteiligte sich früh auf palästinensischer Seite an Auseinandersetzungen im Zuge des Palästinakonflikts. Abu Schawir lebte in Bethlehem, Jericho, Amman und Damaskus. Er arbeitete als stellvertretender Chefredakteur der Literaturzeitschrift Al-Karmel.
Raschad Abu Schawir starb im September 2024 in der jordanischer Hauptstadt Amman im Alter von 82 Jahren.

## Werke
- Dhikrā l-Ayyām al-Mādiyya (Erinnerung an vergangene Tage), Kurzgeschichten, 1970
- Ayyam al-Hubb wa-l-Maut (Tage der Liebe und des Todes), Roman, 1972
- Bait achdar dhū saqf qirmīdī (Grünes Haus mit einem Dach aus Backsteinen), Kurzgeschichten, 1974
- al-Bakāʾ ʿalā sadr al-Habīb (Weinen an der Brust des Geliebten), Roman, 1974
- al-Aschdschār lā tanmū ʿalā d-Dafātir (Die Bäume wachsen nicht auf Heften), Kurzgeschichten, 1975
- Muhr al-Barārī (Das Wildpferd), Kurzgeschichten, 1977
- al-ʿUschschāq (Die Liebenden), Roman, 1977